# ميلتون مون
ميلتون مون (بالإنجليزية: Milton Moon)‏ هو خزاف أسترالي، ولد في 1926.